# 尼古拉斯·门德斯
尼古拉斯·门德斯（西班牙語：Nicolás Méndez，1992年11月2日—），阿根廷男子排球运动员。他曾代表阿根廷国家队参加2020年夏季奥林匹克运动会排球比赛，获得一枚铜牌。